# 李朝贵 (足球教练)
李朝贵（1925年8月18日—2020年7月5日），辽宁大连人，中国足球运动员、教练员，司职内锋，中华人民共和国第一届国家队队员，毕业于北京辅仁大学农学系，祖籍山东蓬莱，因长期在天津担任天津队、天津青年队、天津工人队教练，并指导组建天津第一支专业足球队——天津青年队，而被誉为“天津足球拓荒者”。

## 经历[4]
1925年8月18日出生，先后就读于西岗公学堂、旅顺高等公学堂、北京辅仁大学。
1951年，作为北京队队员获得华北区足球比赛大会冠军，12月作为华北队副队长参加全国足球比赛大会，赛后被评选为中华足球选手。
1952年8月，代表中国参加赫尔辛基奥运会。
1954年，担任中央体院足球队队长，三战匈牙利混合队的比赛中出任内锋并打入1球，并被匈牙利方面三次邀请入队作分队表演赛。
1956年，国家体委委派其赴天津市执教。
1956年，组建建国后天津市第一支正式编制的专业足球队——天津青年队。
1956-1985年担任天津队、天津青年队、天津工人队教练。
1985年，获得新中国体育开拓者荣誉奖章。

## 人物评价
苏永舜：“魁梧健壮，在禁区附近射门力猛球劲，百发百中，被我们戏称为射门机器。”
高复祥：“这一辈子就是球，所以他的弟子可以说是桃李满天下，所以给李指导冠上一句足坛泰斗，一点都不为过。”
蔺新江：“我是李指导的弟子，天津这么多（足球人），一定要注意李指导给天津做的贡献，不要忘了他。”